# 経世論
経世論（經世論 / けいせいろん）は、近世（江戸時代）の日本で「経世済民」のために立案された諸論策、もしくはその背景にある思想。「経世思想」「経世済民論」とも称する。
他の東アジア諸国における同種の思想については、経世致用の学などを参照のこと。

## 概要
「経世」とは、「経世済民」（世を経（おさ）め民を済（すく）う / 「経済」の由来）、すなわち広義の「政治」を意味しており、したがって経世論の内容は、現代でいうところの「政治学」「政治・政策思想」「経済学」「経済思想」「社会学」「社会思想」など広範な領域を含んでいる。
このような思想が成立した背景にあるのは、幕藩体制の下で進行した領主財政の窮乏、統治機構の形骸化・腐敗、農民の疲弊、商人高利貸資本への富の集中など、さまざまな社会矛盾の顕在化である。経世論は、これらの問題にいかに対応するかという権力者への献言・献策として執筆・刊行され、多くの場合、その著者は当時の支配層たる武士身分に属する者、もしくはその出身者（なかんずく儒学者が大半）である。

## 歴史的展開
近世日本の経世論はほぼ18世紀の半ば頃を境として、「前期」「後期」に大きく区分することができる。

### 前期経世論
経世論は17世紀の後半に一応のまとまりを持った著作（熊沢蕃山『大学或問』など）が登場し、一つの思想領域として成立した。この時期の思想は、士農工商の頂点に位置し、社会秩序の安寧を維持する責任を有するという武士身分の自意識を軸としており、儒教的な徳治論に基づき、「封建的な小農体制の維持」「勤倹節約による領主財政の安定化」が中心的主張となっていた。蕃山に続き、18世紀前半には荻生徂徠、およびその門弟である太宰春台が現れたが、春台の著作においては単純な貴穀賤金論や尚農抑商策ではもはや状況に対応できないことが認識され、藩営専売策など幕藩体制の側から積極的に市場経済に対応すべきことが述べられている（なお春台の主著『経済録』は日本で初めて「経済」の語を書名とした著作として知られる）。

### 後期経世論
後期経世論は先述の春台の論を継承発展させるかたちで18世紀後半の海保青陵にみられるように、「幕府や諸藩による産業の育成」「商品流通への参与を通じた利潤獲得」をより積極的に主張した。また林子平らの海防論で語られた国際情勢認識、および国学思想における国粋的主張にも影響され、西欧の重商主義思想にも類似した「開国による海外貿易の推進」「海外植民地の獲得と開発」など、従来の一国的議論の枠組みを大きく踏み越え、幕藩体制の克服へと向かう主張（本多利明・佐藤信淵ら）まで登場し、幕末期に至る。

## 主要著作
経世論を集成した叢書の中で最も完備しているのが滝本誠一によって編纂された『日本経済叢書』（全36巻・1914 - 17年刊）・『日本経済大典』（全54巻・1928 - 30年刊）である。以下、主要な経世論の一覧を示す（なお、この節でいう「前期」「中期」「後期」とは、前節で述べた内容による区分でなく、単なる成立・刊行時期による区分である）。

### 江戸前期
- 集義和書（熊沢蕃山・全16巻・1672年（寛文2年）刊）
- 集義外書（熊沢蕃山・全16巻・1679年（延宝6年）頃・1709年（宝永6年刊））
- 大学或問（熊沢蕃山・全1巻22条・1687年（貞享4年）頃・1788年（天明8年）刊）

### 江戸中期
- 政談（荻生徂徠・全4巻・1726年（享保11年）頃）
- 経済録（太宰春台・全10巻・1729年（享保14年）序）
- 経済録拾遺（太宰春台・1740年代（寛保・延享年間））
- 統道真伝（安藤昌益・全5冊（稿本）・1752年（宝暦2年）頃）
- 自然真営道（安藤昌益・全101巻93冊（稿本）・1753年（宝暦3年）一部刊）
- 価原（三浦梅園・全1冊・1773年（安永2年））
- 赤蝦夷風説考（工藤平助・全2巻・1783年（天明3年））
- 三国通覧図説（林子平・全1巻・1785年（天明5年）・1786年（天明6年）刊）
- 海国兵談（林子平・全16巻・1786年（天明6年）・1791年（寛政3年）までに刊）
- 経済問答（不明・全5巻・江戸中期まで）

### 江戸後期
- 西域物語（本多利明・全3巻・1798年（寛政10年））
- 経世秘策（本多利明・全4巻・1798年（寛政10年））
- 稽古談（海保青陵・全5巻・1813年（文化10年））
- 夢の代（山片蟠桃・全12巻・1820年（文政3年））
- 経世談（桜田虎門・全10巻・1822年（文政5年）頃）
- 混同秘策（佐藤信淵・全2巻（本論）・1823年（文政6年））
- 新論（会沢安・全2巻・1824年（文政7年））
- 経済要録（佐藤信淵・全15巻・1827年（文政10年）序）
- 農政本論（佐藤信淵・全9巻・1829（文政12） - 32年（天保3年））
- 慎機論（渡辺崋山・全1巻（未定稿）・1838年（天保9年））
- 戊戌夢物語（高野長英・全1冊・1838年（天保9年））
- 経済問答秘録（正司考祺・全30巻・1841年（天保12年）刊）
- 東潜夫論（帆足万里・全3巻・1844年（弘化元年））
- 広益国産考（大蔵永常・全8巻・1852（天保13） - 59年（安政6年）刊）
- 海防八策（佐久間象山・1852年（天保13年））
- 国是三論（横井小楠・1860年（万延元年））

### 事典類
- 『国史大辞典』（吉川弘文館）「経世論」（安丸良夫執筆）
- 『大百科事典』（平凡社）「経世済民論」（塚谷晃弘執筆）
- 『日本思想史辞典』（ぺりかん社）「経世論」（川口浩執筆）

### 単行本
- 杉原四郎・長幸夫（編） 編『日本経済思想史読本』東洋経済新報社、1979年12月。ISBN 4-492-08242-5。
- 野村兼太郎『概観日本経済思想史』慶應出版社、1939年。
- 矢嶋道文『近世日本の｢重商主義｣思想研究　貿易思想と農政』御茶の水書房、2003年2月。ISBN 4-275-01955-5。